# Archäogenetik
Die Archäogenetik befasst sich mit der Untersuchung von Erbmaterial der Menschen sowie der Tiere und Pflanzen, um Erkenntnisse über die Evolution zu gewinnen. Es werden dabei Proben von Kulturpflanzen, Haustieren und Menschen berücksichtigt, die sowohl aus alter DNA von archäologischen Funden als auch von Lebewesen und Pflanzen heutiger Zeit stammen. Mit den Mitteln der Molekularbiologie lassen sich zum Beispiel vorgeschichtliche Vorgänge wie die Entstehung und Verbreitung der Landwirtschaft rekonstruieren. Geprägt wurde der Begriff Archäogenetik (Archaeogenetics) von Colin Renfrew.

## Entstehung
Der Forschungszweig der Archäogenetik geht zurück auf die Studien an menschlichen Blutgruppen von Ludwik und Hanka Hirszfeld, William Boyd und Arthur Mourant. Lange Zeit untersuchte Luca Cavalli-Sforza die Blutgruppen in Hinblick auf die vorgeschichtliche Bevölkerung Europas und brachte 1994 die Ergebnisse in seinem Buch The History and Geography of Human Genes (ISBN 978-0-691-08750-4) heraus. Der entscheidende Durchbruch gelang dem Neuseeländer Allan Wilson, der das Erbmaterial molekularbiologisch analysierte. Im Jahre 1967 kam er durch Chromosomenhybridisierungen zu dem Schluss, dass Mensch und Schimpanse sich erst vor etwa 6 Millionen Jahren voneinander trennten. In den Jahren 1987 und 1991 präsentierte er dann die mitochondriale Eva, d. h., die aufgrund der mitochondrialen DNA rekonstruierte Vorfahrin aller heute existierenden mütterlichen Linien. Diese Frau lebte gemäß Wilsons Stammbaum in Afrika vor etwa 200.000 Jahren.
Aufgrund der Forschung von Peter Forster, Arne Roehl und Kollegen seit 1995 hat sich die Vermutung erhärtet, dass nur eine einzige Menschengruppe aus Afrika erfolgreich aussiedelte, und zwar vor nur 50.000 Jahren. Es ist bisher unklar, warum anderen prähistorischen afrikanischen Gruppen Meeresüberquerungen zum Rest der Welt weder vorher noch nachher gelungen ist. Seither wurde die genetische Geschichte aller wichtigen domestizierten Tiere (wie Rinder, Schafe, Schweine, Pferde) und Pflanzen (wie Weizen, Reis, Mais) untersucht. Dabei stützte man sich wiederum hauptsächlich auf die DNA der Mitochondrien. Bei Säugetieren (inkl. Mensch) wird neuerdings auch die DNA des Y-Chromosoms zur genetischen Analyse verwendet. Durch sie lässt sich die männliche Abstammungslinie zurückverfolgen (Adam des Y-Chromosoms).
Nicht rekombinierende Abschnitte der DNA liefern bei Anwendung der geeigneten statistischen Methoden Stammbäume direkter Abstammungslinien, die sich geografisch zuordnen lassen.

## Kritik
Untersuchungen an alter DNA (aDNA) werden oft skeptisch betrachtet, denn sie sind selten reproduzierbar. Oft handelt es sich um einmalige Funde, und manchmal steht kein Vergleichsmaterial zur Verfügung. Auch die Mengen sind sehr klein, so dass es nur eine begrenzte Anzahl von Untersuchungsmethoden gibt. Bei einigen Untersuchungsmethoden wird das Ausgangsmaterial verändert oder sogar zerstört. Dabei besteht grundsätzlich das Risiko, dass die Untersuchungsergebnisse durch Kontaminationen mit fremder, rezenter DNA verfälscht werden. Ein Forschungsbericht von 2004 fasste die Bedenken zusammen und sollte zu besonderen Vorsichtsmaßnahmen bei aDNA-Analysen auffordern.